# غلين برينر
غلين برينر (بالإنجليزية: Glenn Brenner)‏ هو معلق رياضي أمريكي، ولد في 2 يناير 1948 في فيلادلفيا في الولايات المتحدة، وتوفي في 14 يناير 1992.